# Pāṇini
Panini je bil indijski filolog, izobraženec in gramatik, ki je po mnenju zgodovinarjev živel na prehodu iz šestega v peto stoletje pred našim štetjem.
Rodil naj bi se leta 520 pr. n. št. v vasici Shalatula blizu reke Ind v današnjem Pakistanu, umrl pa okoli leta 460 pr. n. št., vendar pa te letnice niso podkrepljene z zgodovinskimi dokazi. Rodil naj bi se mami Daksi, katere ime se tudi pojavlja v nekaterih zapisih, in očetu Paninu, po katerem naj bi Panini dobil ime.

## Astadhyayi
Paninijevo najpomembnejše in najbolj kompleksno delo je Astadhyayi. Razdeljeno je na osem poglavij, v katerih Panini določi razliko med verskim jezikom in jezikom za vsakdanjo rabo (posvetnim jezikom). Sanskrt je sveti jezik hinduizma, ki naj bi nastal okoli leta 1500 pred našim štetjem in velja za  jezik bogov ali izpopolnjeni jezik. V tej razpravi Panini poda osnovna pravila in definicije sanskrtskega jezika, zaradi česar Astadhyayi obravnavajo kot temelj klasičnega sanskrta. V njem je opisanih in razvrščenih več kot 1700 elementov jezika kot so glagoli, samostalniki, samoglasniki… Njegova morfološka analiza jezika je bila bolj napredna kot katerakoli zahodnjaška lingvistična študija napisana do sredine dvajsetega stoletja. V tem delu Panini omenja tudi dela svojih predhodnikov Nirukta, Nighantu, Pratishakyas ...

## Druga dela
Poleg Astadhyayi naj bi Panini napisal tudi dve literarni deli, ki pa se nista ohranili.
V delu Astadhyayi je Panini uporabil tudi svojevrstno metodo pomožnih simbolov. To tehniko je mnogo kasneje znova odkril Emil Post, ki jo je uporabil kot standardno metodo za oblikovanje računalniškega jezika. Paninijeva slovnica je spodbudila nastanek številnih kasnejših znanstvenih besedil. Zaradi pomembnosti njegovega dela se zato Paninija primerja celo z grškim matematikom Evklidom.
Devapriya R.. A reminder: Panini didn't destroy lingual diversities. [internet]. [Ljubljana 26.11.2020]. Dostopno na naslovu: https://scroll.in/article/811942/a-reminder-panini-didnt-destroy-lingual-diversities-with-his-sanskrit-grammar-he-unified-them
O'Connor, J in Robertson, E. Panini. [internet]. [Ljubljana 26.11.2020]. Dostopno na naslovu: https://mathshistory.st-andrews.ac.uk/Biographies/Panini/
Ojsteršek, M. 2006. Veliki ugankarski slovar od A do Ž. Ljubljana: Mladinska knjiga
Panini. [internet]. [Ljubljana 26.11.2020]. Dostopno na naslovu: https://math.wikia.org/wiki/Panini
1. 1 2  MacTutor History of Mathematics archive — 1994.
2. ↑  http://www.pib.nic.in/release/release.asp?relid=3583